# Der Sarg bleibt heute zu
Der Sarg bleibt heute zu ist ein spanisch-deutsch-italienischer Agententhriller von 1967 mit Adrian Hoven und Wolfgang Preiss in den deutschen Hauptrollen.

## Handlung
Der Generalsekretär der Vereinten Nationen soll heimlich mit einem Impfstoff behandelt werden, der ihn zum willenlosen Werkzeug der chinesischen Geheimsekte „Goldener Skorpion“ unter der Führung des verbrecherischen und skrupellosen Dr. Kung machen soll. Paul Rivière, ein französischer Geheimagent, nimmt im Auftrag seines Chefs, Commander Fernion, den Kampf gegen die „gelbe Gefahr“ auf. Ihm zur Seite steht der Kollege Bruno Nossak. Nach vielen Abenteuern, in denen Paul erst in die Fänge der schönen und geheimnisvollen Chinesin Leila Wong und dann beinah sogar unter die Räder gerät, gelingt es ihm, die Geheimorganisation zu zerschlagen und ihren Big Boss dingfest zu machen.

## Produktionsnotizen
Der Sarg bleibt heute zu lief in Deutschland am 29. September 1967 an. Bei einer späteren Kinoauswertung kam auch der Titel Die Rache des Dr. Kung zum Einsatz (noch später auf Video dann auch Im Zeichen des roten Skorpion). Im koproduzierenden Spanien wurde der Streifen erstmals am 22. Juli 1968 in Barcelona aufgeführt.
Der Film ist ein typisches Produkt der Jahre 1966/67, als angesichts der in der Volksrepublik China wütenden Kulturrevolution im Westen der Begriff der „gelben Gefahr“ aufkam.
Bei der Neubetitelung „Im Zeichen des Roten Skorpion“ wurde der „Goldene Skorpion“ zum „Roten Skorpion“.

## Kritik
Das Lexikon des internationalen Films verortete einfach nur einen unsympathischen Actionfilm.